# Pilotwings 64
Pilotwings 64 (パイロットウイングス64 Pairottouingusu Rokujūyon?) es un videojuego para la Nintendo 64 publicado en 1996, junto con el lanzamiento de la consola. Fue el único de los dos títulos lanzados conjuntamente con la consola junto con Super Mario 64. El juego es una secuela de Pilotwings, aparecido para la SNES, el cual fue también un título publicado con el lanzamiento de esta consola.

## Modo de juego
En Pilotwings 64, como en su predecesor, el jugador debe completar una serie de misiones usando vehículos aéreos. Entre estas misiones podemos encontrar desde destruir varios objetivos terrestres en un tiempo limitado usando un gyrocóptero con misil equipado, pasar a través de grandes anillos flotantes ubicados por una ciudad usando una mochila a reacción, hasta disparar con un cañón a cierto personaje para caer en el blanco a varios metros de distancia. Por cada misión se consiguen una serie de puntos en función del daño, uso de combustible, puntería, delicadeza del aterrizaje y criterios similares.
El juego también pone énfasis en la exploración, con mapeados plagados de objetos donde hay un modo de juego en el cual el único propósito es la libre exploración, el modo Birdman. Hay varios guiños que pueden ser encontrados en los mapas, incluyendo una criatura basada en el monstruo del lago Ness, representaciones de otros personajes de Nintendo y cosas semejantes.

## Recepción
Pilotwings 64 es el juego 117 en la lista de la revista Nintendo Power del Top 200 de juegos hechos en un sistema Nintendo, en su lista publicado en febrero de 2006.